# Síndrome canalículo cavernoso
El síndrome canalículo cavernoso, conocido como Síndrome de Alemán-Iñiguez, es un conjunto de síntomas y signos poco frecuentes, que consiste en sensación de entumecimiento mandibular y parálisis facial periférica con oftalmoplejía dolorosa; tiene causa variada, con mayor frecuencia de naturaleza tumoral, en especial de linfomas con diseminación neural en la base del cráneo.

## Fisiopatología
La diseminación neural de los linfomas desde cavum o nasofarínge, afecta los nervios mandibular y maxilar del nervio trigémino, ocupan base craneal media afectando estructuras nerviosas adyacentes del canalículo facial y seno cavernoso.

## Epidemiología
Es poco frecuente relatada en pocos artículos de casos clínicos en linfomas de células B y en meningiomas.

## Cuadro clínico
Es un síndrome caracterizado por aparición de síntomas tempranos, poco percibidos como mentón entumecido y dolor periorbitario; hasta hacerse evidente con signos de Parálisis Facial Periférica y Oftalmoplejía.

## Diagnóstico
La mayoría de veces tardío, con la aparición de parálisis facial y oftalmoplejía, se considera síntoma alarma de entumecimiento mandibular, para sospecha temprana.
El compromiso de base de cráneo se identifica con exámenes de imagen como resonancia magnética cerebral para hallar la lesión a nivel de la base del cráneo.

## Tratamiento
Depende de la causa, quirúrgico en confirmar la naturaleza de la lesión y posterior tratamiento oncológico complementario como radioterapia y quimioterapia.
Pronóstico.
Son de mal pronóstico y tardíamente diagnosticados.